# Estoril Open 1996
L'Estoril Open 1996 è stato un torneo di tennis giocato sulla terra rossa. È stata la 7ª edizione dell'Estoril Open, facente parte della categoria ATP World Series nell'ambito dell'ATP Tour 1996. Il torneo si è giocato all'Estoril Court Central di Oeiras in Portogallo, dall'8 al 14 aprile 1996.

## Campioni

### Singolare
Thomas Muster ha battuto in finale  Andrea Gaudenzi con il punteggio di 7–6(4), 6–4

### Doppio
Tomás Carbonell /  Francisco Roig hanno battuto in finale  Tom Nijssen /  Greg Van Emburgh con il punteggio di 6–3, 6–2